# Jose Araneta Cabantan
Jose Araneta Cabantan (Lagonglong, 19 giugno 1957) è un arcivescovo cattolico filippino, dal 23 giugno 2020 arcivescovo metropolita di Cagayan de Oro.

## Biografia

### Formazione e ministero sacerdotale
Dopo aver frequentato la Saint John the Baptist High School di Lagonglong ha successivamente conseguito una laurea in ingegneria chimica presso il Cebu Institute of Technology di Cebu City. Ha proseguito gli studi in filosofia e teologia cattolica al seminario St. John Vianney a Cagayan de Oro, consegurendo un master. 
Il 30 aprile 1990 è stato ordinato sacerdote per l'arcidiocesi di Cagayan de Oro nella chiesa parrocchiale di San Giovanni Battista a Lagonglong.
Dopo la sua ordinazione, dal 1995 al 1997 è stato decano degli studi presso il seminario San Jose de Mindanao a Cagayan de Oro. Ha completato studi ulteriori con la licenza in teologia cattolica presso la Loyola School of Theology di Manila nel 2000. Ha diretto brevemente il seminario San Jose a Quezon City mentre dal 2000 al 2007 si è impegnato nella formazione sacerdotale presso il seminario St. John Vianney a Cagayan de Oro. Dal 2007 al 2010 è stato vicario generale dell'arcidiocesi di Cagayan de Oro.

### Ministero episcopale

Stemma da vescovo di Malaybalay

Il 18 febbraio 2010 papa Benedetto XVI lo ha nominato vescovo di Malaybalay.
Ha ricevuto la consacrazione episcopale il 30 aprile successivo presso la Cattedrale di Cagayan de Oro per mano del nunzio apostolico delle Filippine Edward Joseph Adams, arcivescovo titolare di Scala, co-consacranti l'arcivescovo metropolita di Cagayan de Oro Antonio Javellana Ledesma e il vescovo emerito di Malaybalay Honesto Chaves Pacana. Ha scelto come motto episcopale una frase tratta dalla Lettera ai Romani: "Spe salvi sumus", che tradotto significa: "Nella speranza siamo salvati". Ha preso possesso della diocesi il 15 maggio seguente.
Il 26 febbraio 2011 e il 7 giugno 2019 viene ricevuto in udienza papale durante la visita ad limina svolta insieme agli altri presuli filippini.
Il 23 giugno 2020 papa Francesco lo ha nominato arcivescovo metropolita di Cagayan de Oro; è succeduto a Antonio Javellana Ledesma, dimessosi per raggiunti limiti d'età. Ha preso possesso dell'arcidiocesi il successivo 28 agosto.
In qualità di arcivescovo di Cagayan de Oro, è anche presidente della fondazione per lo sviluppo Birhen sa Kota e della fondazione "Arcivescovo Hayes" nonché presidente del consiglio di amministrazione dell'ospedale universitario Maria Reyna Xavier. È anche membro della Società di San Giovanni Vianney (SSJV), fondata da Teofilo Camomot Bastida.
Nella Conferenza episcopale filippina è stato vicepresidente della commissione per i popoli indigeni dal 2011 al 2019 e ha guidato il consiglio per le comunità di base dal 2015; ha anche rappresentato la regione del Mindanao settentrionale nel consiglio permanente della Conferenza episcopale dal 2013 al 2017 e di nuovo dal 2021. Inoltre ha fatto parte delle commissioni per l'apostolato biblico (dal 2011 al 2013), per il lavoro missionario (dal 2013 al 2017), per i migranti e le persone in movimento (dal 2017 al 2019), per le popolazioni indigene (dal 2019 al 2021) e per la cappellania carceraria.

## Genealogia episcopale e successione apostolica
La genealogia episcopale è:
- Cardinale Scipione Rebiba
- Cardinale Giulio Antonio Santori
- Cardinale Girolamo Bernerio, O.P.
- Arcivescovo Galeazzo Sanvitale
- Cardinale Ludovico Ludovisi
- Cardinale Luigi Caetani
- Cardinale Ulderico Carpegna
- Cardinale Paluzzo Paluzzi Altieri degli Albertoni
- Papa Benedetto XIII
- Papa Benedetto XIV
- Papa Clemente XIII
- Cardinale Marcantonio Colonna
- Cardinale Giacinto Sigismondo Gerdil, B.
- Cardinale Giulio Maria della Somaglia
- Cardinale Carlo Odescalchi, S.I.
- Vescovo Eugène de Mazenod, O.M.I.
- Cardinale Joseph Hippolyte Guibert, O.M.I.
- Cardinale François-Marie-Benjamin Richard de la Vergne
- Cardinale Pietro Gasparri
- Cardinale Clemente Micara
- Cardinale Antonio Samorè
- Cardinale Angelo Sodano
- Arcivescovo Edward Joseph Adams
- Arcivescovo Jose Araneta Cabantan

La successione apostolica è:
- Vescovo Noel Portal Pedregosa (2021)